# Halticoptera imphalensis
Halticoptera imphalensis är en stekelart som beskrevs av Chishti och Shafee 1986. Halticoptera imphalensis ingår i släktet Halticoptera och familjen puppglanssteklar. Inga underarter finns listade i Catalogue of Life.